# Санта-Бріхіда
Санта-Бріхіда (ісп. Santa Brígida) — муніципалітет в Іспанії, у складі автономної спільноти Канарські острови, у провінції Лас-Пальмас, на острові Гран-Канарія. Населення — 19 135 осіб (2010).
Муніципалітет розташований на відстані близько 1750 км на південний захід від Мадрида, 12 км на південний захід від міста Лас-Пальмас-де-Гран-Канарія.
На території муніципалітету розташовані такі населені пункти: (дані про населення за 2010 рік)
- Ла-Ангостура: 1859 осіб
- Ла-Аталая: 3572 особи
- Ель-Гамональ: 812 осіб
- Монте-Лентіскаль: 2949 осіб
- Піно-Санто: 1507 осіб
- Санта-Бріхіда: 3307 осіб
- Вега-де-Енмедіо: 1906 осіб
- Лос-Лентіскос: 893 особи
- Лос-Олівос: 822 особи
- Сан-Хосе-де-лас-Вегас: 1508 осіб

## Демографія
Динаміка населення (INE ):

## Уродженці
- Педро Суарес (*1908 — †1979) — відомий у минулому аргентинський футболіст, півзахисник.

## Галерея зображень

Розташування муніципалітету на острові Гран-Канарія
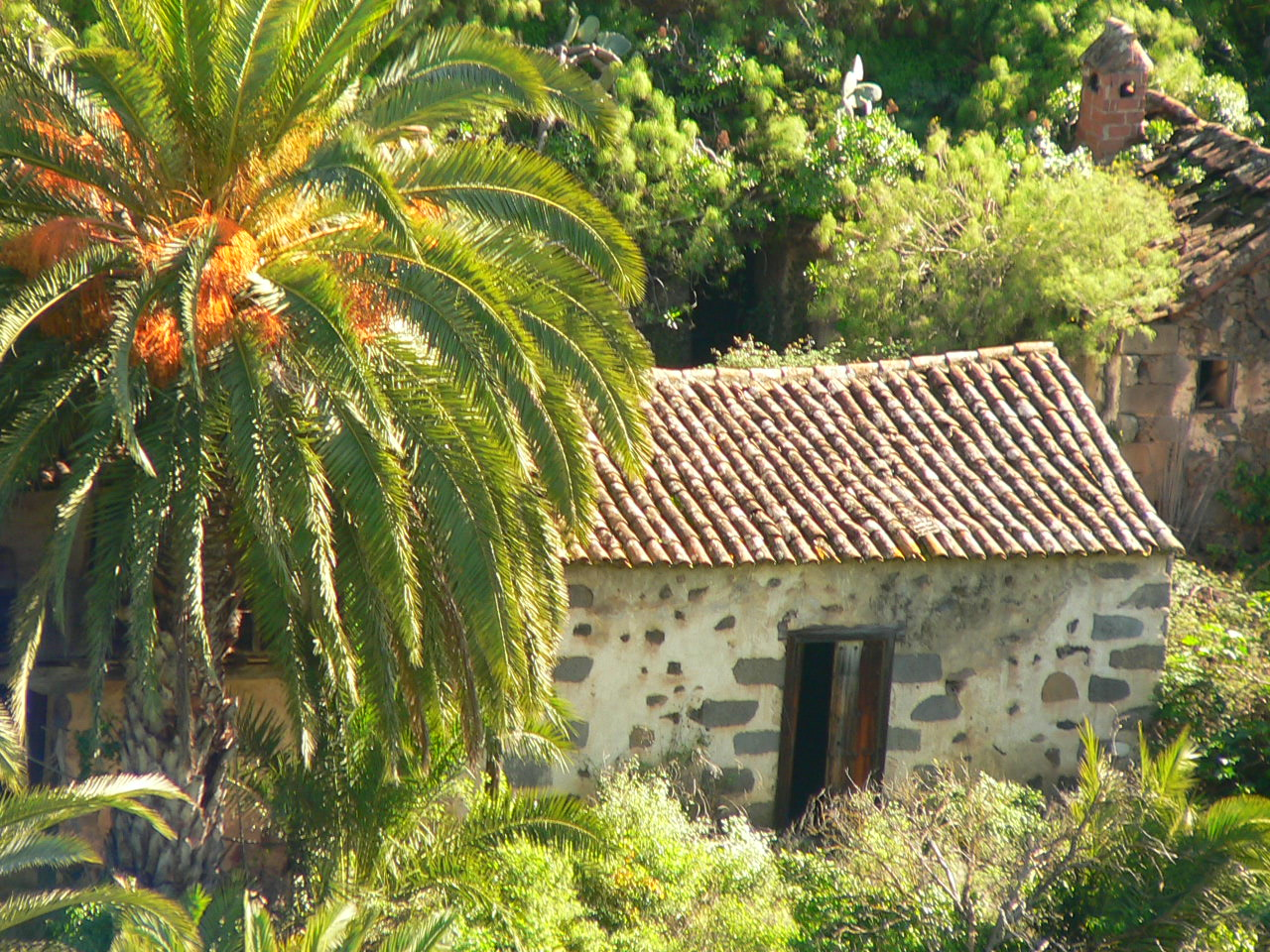
Санта-Бріхіда, типовий будинок
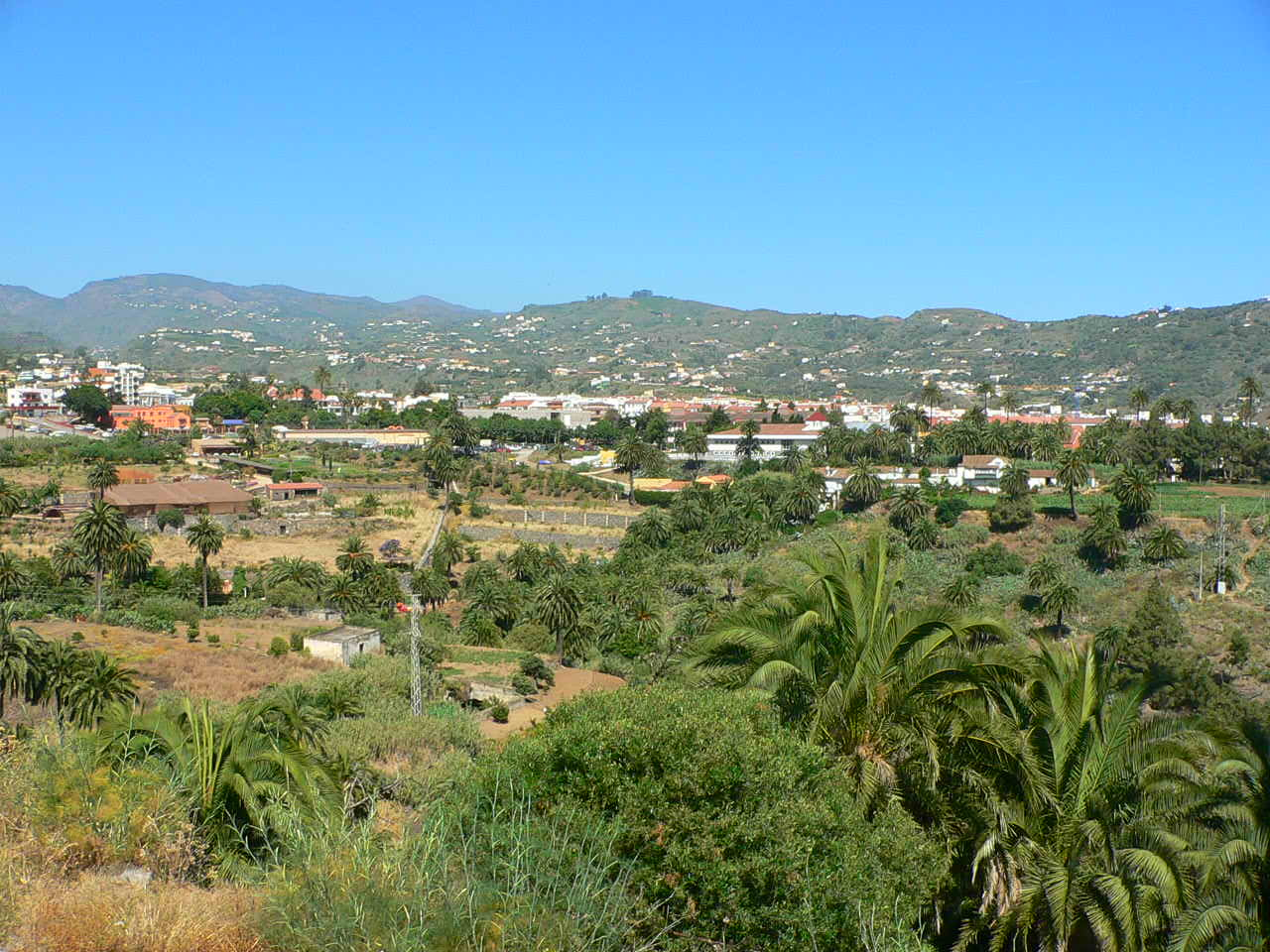
Санта-Бріхіда